# Professor Bantinis Flugmaschine
Professor Bantinis Flugmaschine (Originaltitel: Avventura nell’arcipelago) ist ein italienischer Kinderfilm in Schwarzweiß aus dem Jahr 1958 von Dino Partesano. Das Drehbuch verfasste er selbst zusammen mit Agostino Ghilardi. Die Hauptrollen sind mit Diego Pozzetto, Piero Giagnoni, Paola Avoglio und Lorenzo Codina besetzt. Zum ersten Mal ins Kino kam der Film 1958 in Italien. In der Bundesrepublik Deutschland hatte er seine Premiere erst am 21. Juli 1968 im Programm des Ersten Deutschen Fernsehens (ARD). 

## Handlung
Neugierde ist es, die Tullio und seine Freunde mit Professor Bantini zusammenführt. Die Ankunft des Fremden mit den geheimnisvollen Kisten in dem kleinen italienischen Küstendorf erregt Aufsehen, und als dann noch die Mütze des alten Herrn angeschwemmt wird, beschließen die Jungen, sich um den Fremden zu kümmern. Auf einer kleinen Insel entdecken sie ihn und zugleich sein Geheimnis: Professor Bantini hat ein Flugzeug gebaut, das wie ein Fahrrad mit einem „Tretmotor“ angetrieben wird. Und das Schönste daran ist: die Flugmaschine funktioniert! Leider hat der Professor Pech beim Landen und braucht deshalb dringend vier Meter Seide zur Reparatur. Begeistert bieten ihm die Jungen ihre Hilfe an und „besorgen“ die Seide. Als die Polizei jedoch den guten Professor verhaftet unter dem Verdacht, Uhren gestohlen zu haben, müssen seine kleinen Helfer gestehen, dass sie vergessen haben, die Seide zu bezahlen. Alles geht aber gut aus: Der echte Uhrendieb wird von den Jungen gestellt, die Sache mit der Seide in Ordnung gebracht und – zum guten Schluss – darf sogar die kleine Lauretta mit Professor Bantinis Flugmaschine fliegen.

## Kritiken
Zehn Jahre nach der Entstehung des Films fasste der Evangelische Film-Beobachter seine Kritik wie folgt zusammen: „Der in der Handlung und in den Charakteren schlicht gehaltene Streifen, bei dem die Zeichnung der kindlichen Charaktere zu kurz kommt, bringt (stellenweise langweilige) Unterhaltung nur für die jüngsten Jahrgänge unter den Filmfreunden.“ Zu einer ähnlichen Einschätzung gelangt der Filmdienst: „Heiterer, in der Personenzeichnung eher oberflächlicher Kinderfilm. – Ab 8.“